# Данаиди
Данаидите (на старогръцки: Δαναΐδες, Danaids, Danaides, Danaïdes, Danaiden) са група от 50 жени, дъщери на цар Данай, присъстващи в древногръцката митология. 

## Изобразяване
Сюжети, свързани с Данаидите са разработени от Есхил в трагедиите му „Молителките“, "Египтяните" и "Данаидите" (може би и в "Строителите на брачното отделение"), както и в сходни пиеси от Аристофан, Фриних и Тиместей. 
Данаидите (с изключение на Хипермнестра) са описвани, като наказани от боговете грешници, принудени до безкрайност да носят и наливат вода в някаква съдина, без видим резултат. Често се изобразяват в долния фриз на южноиталийски гръцки вази с орфически сюжет, редом с други съгрешили митични герои като Сизиф и Тантал. В подобна картина, дело на художника Полигнот, те са показани като старици, но има и много изображения на Данаидите в тази им роля, като млади жени. Въз основа на това, на тях е наречено понятието „работа на Данаидите“, използвано, като метафора на безплоден и безкраен труд от австрийския психиатър Зигмунд Фройд.
Митът за наказанието на Данаидите е оформен под влиянието на възгледа за живота след смъртта, в който мъртвите са разделени на блаженстващи с боговете праведници и други хора, наказани с мъки за прегрешенията си приживе, характерен за орфизма, но поначало чужд на мисленето на древните елини, за които всички души се озовават в Хадес и имат еднаква съдба, като безплътни сенки, забравящи предишното си битие, пиейки водата на реката Лета.

## Легенда
Под натиска на баща си, преселник от Северна Африка на остров Родос, а после и владетел на гръцката област Аргос, те се женят за своите братовчеди Египтидите, с обещанието да ги убият в първата си брачна нощ. Всички, освен Хипермнестра, която пощадява мъжа си Линкей, постъпват според волята на Данай, използвайки дадените им от него за това кинжали. Главите на съпрузите им са отрязани и погребани от тях в Лерна, а телата им погребват зад градската стена. Скоро след това е пристъпено към повторното им омъжване. Отначало участват в очистителен ритуал, организиран от закрилящите баща им богове Зевс, Атина и Хермес, а после Данай устройва надбягване, в което наградата за 48 от участниците (Хиперместра е заточена в кула, а Амимона е станала любовница на бог Посейдон) са именно овдовелите му дъщери. Някои той раздава на победителите по жребий, други - по своя преценка, както по-рано постъпва и със синовете на Египт, а новите им сватби са отпразнувани с голямо веселие. Въпреки, че се считат за вече опростени от Олимпийците, след смъртта си Данаидите са наказани в Подземното царство да пълнят с вода бездънен съд, описван и като пробита бъчва/каца. Данай от своя страна, според някои версии на легендата, е убит от зет си Линкей (каквото предсказание още в началото на историята е имало и което е и причината за бягството на семейството му от Либия и за скроения от него заговор), а същото сполетява и дъщерите му, освен Хипермнестра, която остава съпруга на Линкей и му ражда син, наречен Абант, а след смъртта си е наградена за благочестието си с пребиваване на Елисейските полета.

- Данаидите от Джон Уилям Уотърхаус (1903)
- Данаидите убиват съпрузите си от Робинет Тестард (1496 – 1498)

## Списък на Данаидите и техните женихи Египтиди
Аполодор посочва следните двойки (списъкът му е различен от този, посочен във Fabulae. 170  от Хигин Митограф) в Митологическата библиотека: Имената са явно популярни в Древна Гърция и малко или повече съвпадащи с тези на известни божества и герои, което идва да покаже, както гръцкия произход и връзките с определени места на Египт и Данай, така и привързаността им към традициите на старата му родина, въпреки дългото отсъствие на рода им от Балканите (те са далечни потомци на кравата Ио).
1. Хипермнестра – Линкей, без жребий
2. Горгофона – Протей
3. Автомата – Бусирис
4. Амимона – Енкелад
5. Лика – Агав
6. Дайфрона – Скай
7. Хиподамея – Истър
8. Родия – Хакодонт
9. Клеопатра – Агенор
10. Астерия – Хет
11. Главка – Алкид
12. Хипомедуса – Алкменор
13. Горга – Хипотой
14. Ифимедуза – Евхенор
15. Рода – Иполит
16. Пирена – Агаптолем
17. Дорион – Керкест
18. Фарта – Евридамант
19. Мнестра – Егий
20. Евипа – Аргий
21. Анаксабия – Архелай
22. Нело – Менемах
23. Клита – Клит
24. Сфенела – Сфенел
25. Хрисипа – Хрисип
26. Автоноя – Еврилох
27. Теано – Фант,
28. Електра – Перистен
29. Клеопатра – Герм
30. Евридика – Дриас
31. Главкипа – Потамон,
32. Антелия – Кисей
33. Клеодора – Лик
34. Евипа – Имбър
35. Ерато – Бромий
36. Стигна – Поликтор
37. Брика – Хтоний
38. Подарка – Ойней
39. Актея – Перифант
40. Диоксипа – Египт
41. Адита – Меналк
42. Окипета – Лампу
43. Пиларга – Идмон
44. Хиподика – Идас
45. Адианта – Дайфрон
46. Калидика – Пандион
47. Ойма – Арбел
48. Келено – Хипербий
49. Хиперипа – Хипокорист